# Société nautique de Marseille
La Société nautique de Marseille (SNM) est un club nautique privé, fondé en 1887 à Marseille. La Société nautique organise des régates et manifestations nautiques, s'occupe de la gestion de places dans le Vieux-Port (environ 600 anneaux), d'une école de voile, d'un pôle de voiliers traditionnels et d'un pôle course.
Les locaux de la Société nautique comprennent le Pavillon Flottant (face au 20 quai Rive Neuve), et L'Espace nautique (23 quai Rive Neuve) dédié notamment aux expositions artistiques. La SNM est une association reconnue d'utilité publique depuis 1932.

## Régates et champions
La SNM organise diverses régates depuis sa création, et notamment la Semaine Nautique Internationale de Marseille (SNIM) accueillant l'élite de la voile française et internationale depuis 1965 (ont déjà couru sur la SNIM Florence Arthaud, Éric Tabarly, Olivier de Kersauzon, Franck Cammas...) ; le Vire Vire (1948) et le Trophée André Mauric (1999), et côté classique, la Calanques Classique qui fait courir des voiliers de tradition dans le paysage des calanques de Marseille et de Cassis.
La SNM participe également à de nombreuses régates en Méditerranée ; la SNM est ainsi Club champion de France IRC en 2011, 2012, 2013, 2014 et 2015. En plus de l'apprentissage à travers une école de voile, la SNM gère également l'entraînement de sportifs de haut niveau. Lui sont ainsi affiliées les championnes Ingrid Petitjean et Nadège Douroux sur 470, Pierre Quiroga, Laurent Camprubi et Jean-Paul Mouren en Figaro et Olivier Backes sur Formula 18. On peut également citer Bertrand de Broc parmi les 900 licenciés du club. De jeunes espoirs de la voile française, préparant les jeux olympiques ou des grandes courses prestigieuses comme la mini-transat ou la Solitaire du Figaro, sont également accompagnés par le club, en Figaro, en 49er, en laser, en mini 650, en Diam 24 ou en longtze.

## Le Pavillon Flottant

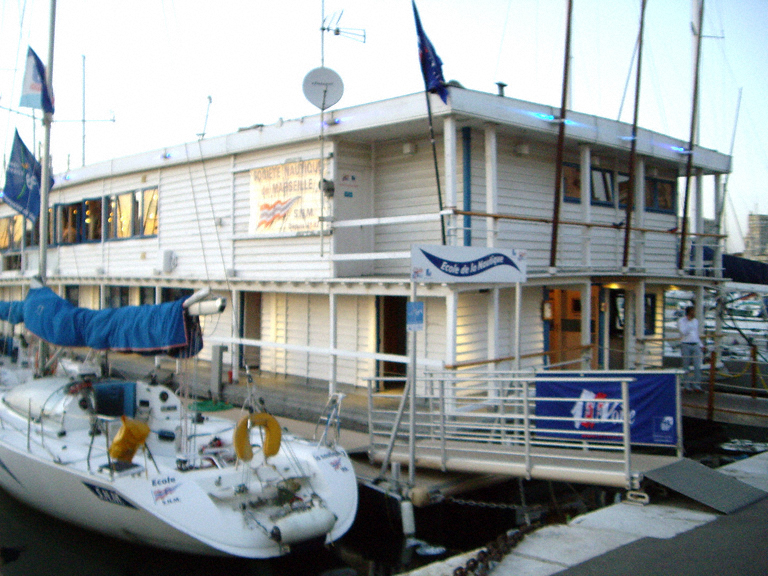
Le Pavillon Flottant

Le Pavillon Flottant, d'une superficie de 350m2 sur deux niveaux, est le bâtiment principal de la Société Nautique de Marseille. Il a été dessiné par l'architecte André Devinc, a été construit en 1898 et inauguré le 15 janvier 1899. Il est amarré dans le Vieux-Port de Marseille sur le quai de Rive Neuve depuis 1938, après avoir occupé le quai de la Fraternisé  jusqu'en 1936 et le quai du port de 1936 à 1938. Le 31 janvier 1957, à la suite d'un incendie qui occasionne de gros dégâts, le Pavillon Flottant subit quelques modifications. Le style colonial est remplacé par un style plus sobre. L'intérieur a été réaménagé en 1991-1992 ; il comprend notamment les bureaux de la société nautique, la bibliothèque André Mauric, un salon-bar et une salle de restaurant.
Ce bâtiment est classé depuis 2007 à l'inventaire supplémentaire des monuments historiques français.

## Quelques bateaux célèbres
- Marge, 10 Mètres JI célèbre pour avoir servi de décor au film Plein Soleil, de René Clément, depuis 2021.

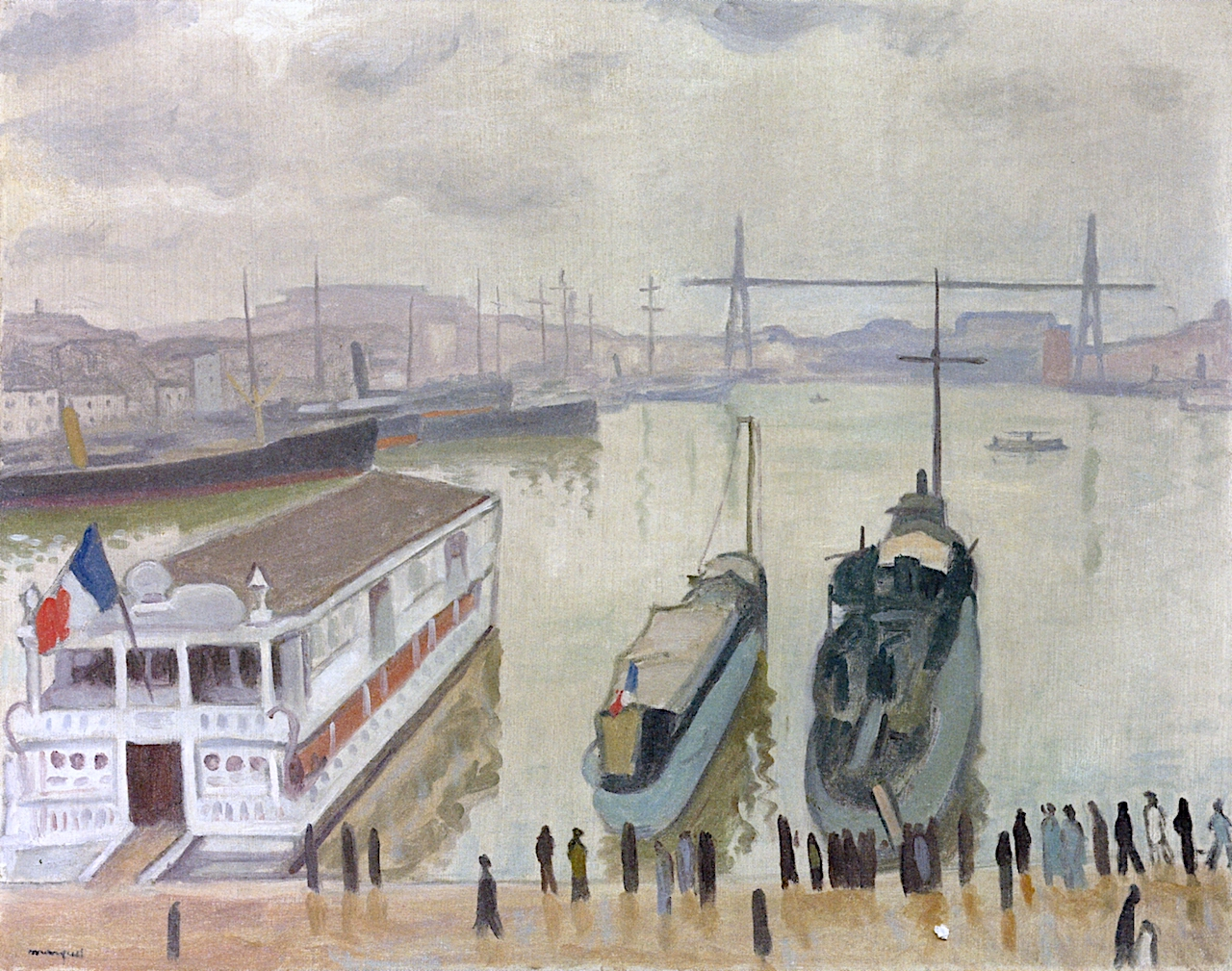
Cercle nautique de Marseille, Albert Marquet 1916.